# Pisaura swamii
Pisaura swamii är en spindelart som beskrevs av Patel 1987. Pisaura swamii ingår i släktet Pisaura och familjen vårdnätsspindlar. Inga underarter finns listade i Catalogue of Life.